# 高等学校必履修科目未履修問題
高等学校必履修科目未履修問題（こうとうがっこうひつりしゅうかもくみりしゅうもんだい）とは、大学受験における進学実績を向上させることを重視した高等学校が、学習指導要領では必履修だが大学受験には関係ない教科や科目を生徒に履修させなかったため、単位不足となって卒業が危ぶまれる生徒が多数いることが判明した問題である。

## 詳細
このような事例は、すでに1999年から熊本県・広島県・兵庫県で発覚していたが、2006年10月24日に富山県の富山県立高岡南高等学校で明らかになったことを北日本新聞が報じたのをきっかけに、全国の高校で次々と同様の問題が発覚した。1994年から世界史を含む2科目が必履修科目となった地理歴史科（以下地歴科）や、2003年に必履修教科として新設された情報科、その他にも理科総合・家庭科・芸術・保健などで履修不足が判明した。また、教育委員会に提出した授業計画と明らかに違う教育課程（いわゆる裏カリキュラム）を採用する学校や、教科の名前と中身が違う学校もあった。

### 主な事例
- 必履修教科・必履修科目を履修させなかった（例：世界史を履修させなかった[2]）
- その科目に定められた単位よりも少ない時数しか履修していなかった（例：2単位必要な世界史Aの授業を1単位しか行わなかった[3]）
- 選択履修が学習指導要領に合っていなかった（例：「政治経済と倫理」か「現代社会」を履修する必要があるのに、政治経済しか履修しなかった、または倫理しか履修しなかった[4]）
- 時間割に書かれている科目の内容と全く違う内容を行っていた（例：必履修教科の情報の時間を数学など受験科目に当てていた[5]）
- 中高一貫校で、高校で履修すべき内容を中学校の科目で履修したとみなしていた（例：中学校の世界史を高校の世界史の単位と認定したが認められなかった[6]）
- ある教科を教える免許を取得していない教諭がその教科を教え、履修済としていた（例：必履修科目の家庭科の授業を物理・化学の教諭が教えていた[7]）
- 課外授業を履修に振り替えていた（例：埼玉県の西武学園文理高等学校では、7日間のオーストラリアへの修学旅行とそのレポートをもって世界史を履修したことにしていた[8]）
- 世界史などのA科目の時間にB科目の教材を利用して授業していた。（例：2013年には愛知県内の7つの高校で「世界史A」「日本史A」の未履修が発覚した[9]）

この結果、熊本県を除く46都道府県で、計600校以上、8万人を超える生徒が単位不足に直面した。公立高校の約8%、私立高校の約20%で単位不足が発覚した。国立高校では単位不足はなかった。
また未履修についての責任論から、茨城県と愛媛県の県立高校で自らの責任を感じた学校長が自殺する事件も発生した。
多くの学校は「補習を受けさせる」ことで卒業を可能にすると発表したが、受験を目前に控えた状況で受験に関係のない科目の補習を長時間にわたって受けなければならないこの措置には、生徒側から怒りの声が上がった。
不足分の単位を履修するためには、本来1単位につき35単位時間の補習が必要であるが、中には4科目10単位も履修していない生徒もいたため（350単位時間の補習が必要）、卒業できない生徒が出る恐れもあった。そのため全国高校PTA連合会は10月27日、文部科学省に救済処置をとるよう要望書を提出した。問題発覚当初、伊吹文明文部科学大臣は救済に慎重な姿勢を示していたが、与党からの救済を求める声や安倍晋三首相の指示を受け、救済措置を取ると方針転換した。この救済処置は学校教育法施行規則の学習指導要領に違反しているため、超法規的措置といえる。
2006年11月2日、文部科学省が救済措置の詳細を発表、各学校に通知した。最終年次に在学する生徒については、履修漏れが2単位（70単位時間）以下の場合は、不足授業数の3分の2の補習とレポートなどの提出を以って履修したものとし、履修漏れが2単位を超える場合は、70単位時間については未履修科目の特性などに応じて科目を割り振り、残りの不足分は免除し、レポートなどの提出を以って履修したものとすることとした。既卒者については不問とした。
この措置は、学習指導要領に基づいたカリキュラムで学習した生徒達からは批判されたが、「この問題の責任は、学習指導要領を逸脱しているのを承知の上で履修させた学校・教師であって、生徒達一人ひとりの責任ではない」「民法でいう、善意の第三者である未履修の生徒は保護されるべき」「既履修の受験生がこの問題を逆手に取り、未履修の受験生に不利な条件を課させ、受験を優位に働かせようとする恐れがある」などを理由とし、文部科学省はこの措置を実行した。
2007年11月16日、福島県立白河高等学校が日本史・情報など必履修の科目や教科の一部を未履修のまま2006年度の3年生全員（317人）を卒業させていたことが発覚した。福島県教育委員会にも報告せず、短時間の補習やレポート提出などの救済措置も取らなかった。また、同年12月には古川学園中学校・高等学校においても、必履修の教科科目の一部を未履修のまま2006年度の3年生を卒業させていたことが判明した。
2011年12月には、私立橘学苑高等学校で、「倫理」の未履修が発覚した。
2019年1月にも、大阪府立の今宮、河南、東住吉高校3校で、「科学と人間生活」の一部指導漏れが判明している。

## 背景

### 1982年実施の学習指導要領
1978年（昭和53年）告示・1982年（昭和57年）度以降入学生実施の学習指導要領  から、新しい必履修科目として現代社会が加わった。現代社会が受験科目となる可能性に対して、高等学校の現場では不安が広がった。しかし実際には、共通一次試験を除き、ほとんどの大学は現代社会を入試科目として採用せず、一部の私立大学が、現代社会ではなく同等の倫理および政治・経済を受験科目（選択科目）とするなどに留まった。その結果、主に進学校では、現代社会の教科書を買わせるが、実際の授業は別の科目が行なわれることが多かった。
（注）ただし、その中には、文部省（当時）の研究指定校として、学習指導要領に拘束されないカリキュラムを組むことができた学校も存在し、1982年度から 1993年度までに入学した高校生のうちで、現代社会を受けていない生徒すべてが未履修となるわけではない。
加えて1987年より、現代社会が共通一次試験・大学入試センター試験の必答科目から削除された。その影響で、この決定がなされた1985年以降、普通科の高校では授業をしない学校が増加した。同様な事例は理科Iにもおきたが、こちらは共通一次試験・センター試験の科目が理科Iでの内容を含む範囲であったため、曲がりなりにも授業は行われていた。
（注）補足すると、理科Iは物理・化学・生物・地学の四科目の一部を切り抜いて集めたような科目であり、出題範囲はそれらを含めて行われたため、四科目のいずれかを履修すると、一応は理科Iの1/4も授業を行うことになる。
また数学のうち「微分・積分」については、共通一次・センター試験および文系学部の二次試験、私大文系学部では出題されず、「確率・統計」についても「統計」分野は、当初旧課程の受験者を考慮して1986年までは出題範囲から外れ、その後センター試験時代を含めて結局出題されず、二次試験、私大でも出題されないところが多かったため、文系志望者では「微分・積分」「統計」、理系でも「統計」は学習せず、授業時間を既習分野の演習などにあてることが多かった。
（注）ただし、数学は「数学I」のみが必履修のため、文系で「微分・積分」を履修しないことそのものは問題にはならない（なお、当時微分や積分は立体の積分を含めある程度「基礎解析」や「数学Ⅱ」で履修しており、文系が微分や積分を高校で履修しないとは限らない）。ただし、「微分・積分」の時間に他の科目を扱う場合には当然問題となる。また、「確率・統計」で「統計」の授業がない場合、当然単位時間が不足するわけだが、このことは当時は問題にされなかった。

### 1994年実施の学習指導要領
1994年（平成6年）度以降入学生実施の学習指導要領では、高等学校における社会科は、地歴科と公民科に再編された。その結果、地歴科で世界史が必履修、他に1科目（日本史または地理）が必履修となった。また公民科では、現代社会1科目、または倫理と政治経済の2科目が必履修となった（詳細は学習指導要領#変遷を参照）。
同時に、新学力観にあわせた新カリキュラム（以下新カリ）と呼ばれる、生徒の興味関心に合わせ、選択科目を充実させることを目的としたカリキュラムが編成された。しかし、学校5日制実施までは週32単位時間配当であったカリキュラムが、実施後は週29単位時間と3単位時間削減が必要となったにも関わらず、地歴・公民科、理科、家庭科などで必履修科目が増え、著しくカリキュラムは窮屈になった。またこの改定で、学校裁量時間という、学習指導要領によらない科目の設置も認められたため、特色ある学校づくりを行う学校では、全く新しい科目の新設も可能となった。
（注）高等学校（通信制を除く）では、50分の授業を1単位時間として、35単位時間の授業を行って1単位と計算する。2単位ならば70単位時間、4単位ならば140単位時間の指導が必要である。また多くの学校で修得に必要な出席率は8割としている。7割での単位認定は学校長の裁量による、特殊事情を考慮した認定であることが多い。
そのため、進学校以外では、この改定から導入されたA科目（2単位）・B科目（4単位）と分けられた地歴科目のうち、A科目を進んでカリキュラムに導入することが多くなった（あるいはB科目を3単位に減単して行う）。
しかし大学入試では、2単位のA科目が受験科目に指定されていない場合が多いために、進学校では4単位のB科目を選択せざるを得ないこととなった。また、逆にA科目を申請しながらもB科目の内容を行うところもある。例：日本史Aと時間割に記載されているが、実際は教科書も内容も日本史Bを行なう。
（注）こうした新カリにそぐわない保守的なカリキュラムは、教育委員会から「学習指導要領の精神を理解していない」として指導の対象になるケースがあり、なかば強引にでもカリキュラムに必履修の教科や科目同士を導入せざるをえない学校も存在した。

### 2003年実施の学習指導要領
また、2002年（平成14年）度実施の学習指導要領（高等学校では2003年（平成15年）度以降入学生対象）では、総合的な学習の時間や、必履修教科として情報の導入が行われた。週の授業時間は最低28時間と、ますます必履修教科・必履修科目に配当する時間が削減された。夏季休業日の削減や0時間目、7時間目の導入によって学力保証を行っていた背景から、必履修教科・必履修科目の解釈を読み換える「必履修逃れ」が慢性化した。

## この問題に対する各方面からの批評

### 教育委員会への批判
そもそも高等学校の学習指導要領に無理があるとする意見もある。2002年4月以降、公立高校の授業が週5日制（週休2日制）となり、さらに2003年4月以降に入学した場合、学習指導要領が改訂され、中学校で削除された内容や、総合的な学習の時間・情報が増え、高校で教える内容は多くなったのに逆に授業時間数が減ったという問題がある。

### 高校の学習指導要領の限界
生徒のほぼ全員が大学を目指す進学校もあれば、小・中学校の内容さえ十分でない生徒を抱える高校もあるという、義務教育でないがゆえに多様性がある高校は一律の学習指導要領で対応するには限界があるという意見がある。

## 処分
伊吹文明文部科学大臣（当時）は、「軽微な処分まがいの事でお茶を濁さないように」と述べ、各都道府県の教育委員会に厳正な処分を行うよう求めた。なお、2007年に前年の未履修を隠蔽していたことが発覚した古川学園中学校・高等学校は、宮城県からの補助金を1年間10%減額する処分を受けた。